# パナソニック LUMIX DMC-LC1
パナソニック LUMIX DMC-LC1は、松下電器（現パナソニック）製のコンパクトデジタルカメラ。LUMIXブランドの第2代フラグシップ機である。

## 概要
LUMIXブランドの初代フラグシップ機であるDMC-LC5（2001年10月リリース）の後継モデルとして、2004年3月19日にリリースされたフルマニュアル操作が可能なデジタルカメラである。
レンジファインダー機のようなデザインのマグネシウム合金製ボディに、DMC-LC5と同様にドイツ・ライカ社のDCバリオ・ズミクロンブランドのレンズを搭載する。 レンズは、LC5の7群8枚・標準3倍（33～100mm）のズームレンズから、2枚の両面非球面レンズを含む10群13枚の広角3.2倍（28mm-90mm）のズームレンズに変更された。画像ファイル形式はRAWの選択も可能である。

## オプションレンズ
- クローズアップレンズ  DMW-LC69
- ワイドコンバージョンレンズ（0.82倍）  DMW-LW69